# Hyoscyamus tibesticus
Hyoscyamus tibesticus är en potatisväxtart som beskrevs av René Charles Maire. Hyoscyamus tibesticus ingår i släktet bolmörter, och familjen potatisväxter. Inga underarter finns listade i Catalogue of Life.